# Callogobius sclateri
Callogobius sclateri és una espècie de peix de la família dels gòbids i de l'ordre dels perciformes.

## Morfologia
Els mascles poden assolir els 5 cm de longitud total.

## Distribució geogràfica
Es troba des de l'Àfrica oriental fins a les Illes de la Societat, el sud del Japó, Austràlia (Queensland), les Illes Mariannes i les Illes Marshall.